# Family Records Centre
Pour les articles homonymes, voir FRC.
Le Family Records Centre (FRC) (littéralement : « centre d'enregistrement des familles ») était une institution britannique qui donnait accès, pour l'Angleterre et le Pays de Galles, à de nombreuses sources et pistes de recherche en histoire des familles (généalogie).
Le centre est situé à Clerkenwell (Londres), à proximité des archives métropolitaines de Londres (London Metropolitan Archives (en)). Il est géré conjointement par le General Register Office (en) (GRO) (service central de l'état civil) et par les archives nationales (The National Archives (NA)). Ses principales ressources sont les index de l'état civil (naissances, mariages et décès), service fourni par le GRO, au rez-de-chaussée, et les recensements de l'époque victorienne, service fourni par les NA, au premier étage.
Les index des actes de naissances, mariages et décès sont conservés dans de volumineux livres reliés triés dans l'ordre chronologique. Après avoir trouvé une référence précise dans l'un de ces index, il est possible d'obtenir une copie intégrale de l'acte correspondant. Cette division du FRC conserve également les index et copies d'actes de naissances enregistrées à l'étranger par les consulats, ainsi que des listes d'adoptions.
Les recensements de 1841 à 1891 sont quant à eux accessibles sur microfilms, et le recensement de 1901 sur microfiches. Le même service donne également accès  à certaines collections de testaments, de déclarations de succession et autres registres d'un type particulier.
Ouvert en 1997, ce centre a fermé en 2008.